# Megina-Gymnasium Mayen
Das Megina-Gymnasium Mayen ist ein altsprachliches Gymnasium in der rheinland-pfälzischen Stadt Mayen. Zusätzlich wird ein englisch-bilingualer Zweig angeboten. Der Name der Schule nimmt den frühmittelalterlichen Namen der Stadt, Megina, auf.

## Geschichte
Das Megina-Gymnasium ging aus der höheren Bürgerschule, die von 1862 bis 1902 in Mayen existierte, und dem daran anschließenden Progymnasium hervor. 1907 wurde es als humanistisches Gymnasium gegründet, 1950 in ein neusprachliches Gymnasium umgewandelt. Zunächst in der Innenstadt von Mayen beheimatet, zog es 1963 auf das sogenannte Knüppchen, ein Hügel am Rande eines ausgedehnten Waldgebietes, wo es sich noch heute befindet.
Mitte der 1970er Jahre war das Gymnasium gemessen an der Schülerzahl das größte Gymnasium in Rheinland-Pfalz mit 1842 Schülern.

## Das Gymnasium heute
Die Einrichtung zählt etwa 1000 Schüler, die von über 80 Lehrern unterrichtet werden. Die Schule setzt einen mathematisch-naturwissenschaftlichen Schwerpunkt, verfügt über einen bilingualen Zweig und bietet in der Oberstufe Leistungskurse in zahlreichen Fächern an. Überregional bekannt sind das Orchester und die Big-Band. Im englischen Bilingualunterricht werden in der Unterstufe (Klasse 5 und 6) zwei Englischstunden zusätzlich gegeben und in der Sekundarstufe 1 (Klasse 7–10) dann entweder der Gemeinschaftskundeunterricht (Erdkunde, Geschichte und Sozialkunde) oder der Biologieunterricht in Englisch gehalten. In der Oberstufe besteht die Möglichkeit des weiteren Besuchs des zweisprachigen Unterrichts als fakultatives Grundfach.
Das Megina-Gymnasium unterhält Partnerschaften mit Schulen in Tucson (USA), Joigny (Frankreich), Godalming (England) und Uherské Hradiště (Tschechische Republik).
Seit 2014 finden regelmäßige Veranstaltungen mit den Alumni der Schule statt.
Nach einem Schüler des Gymnasiums wurde 2023 ein Asteroid benannt: (15570) von Wolff. Dies war einer der Preise dafür, dass Max von Wolff 2019 den Intel International Science and Engineering Fair gewonnen hatte.

## Bekannte Schülerinnen und Schüler
- Gustaf Gründgens (1899–1963), Schauspieler, Regisseur und Intendant, Abitur 1916
- Bernhard Stein (1904–1993), Bischof von Trier, Schüler von 1918–1921
- Werner Höfer (1913–1997), Deutscher Journalist (Der Internationale Frühschoppen) Abitur 1932
- Oswald Mathias Ungers (1926–2007), Architekt, Abitur 1946
- Mario Adorf (* 1930), Schauspieler, Abitur 1950
- Reinhard Dauber (* 1942), Architekt und Kunsthistoriker, Abitur 1963
- Jürgen Hosemann (* 1967), Autor und Lektor, Abitur 1987
- Dirk Meid (* 1969), Politiker (SPD), Abitur 1988
- Andrea Nahles (* 1970), Politikerin (SPD), Abitur 1989
- Thomas Wagner (Moderator) (* 1971), Sportmoderator, Abitur 1992
- Jan Siewert (* 1982), Fußballtrainer, Abitur 2003